# Championnat du Nicaragua de football 1974
Navigation
Saison précédente Saison suivante
La Primera División 1974 est la trente-troisième édition de la première division nicaraguayenne.
Lors de ce tournoi, le Deportivo Santa Cecilia (en) a tenté de conserver son titre de champion du Nicaragua face aux meilleurs clubs nicaraguayens.

## Bilan du tournoi
| Tableau d'Honneur |              |
| Compétition       | Vainqueur    |
| Primera División  | Diriangén FC |

| Promotions et relégations   |         |
| Relégué en Segunda División | Inconnu |
| Promu de Segunda División   | Inconnu |